# SC Maguari
SC Maguari was een Braziliaanse voetbalclub uit Fortaleza, de hoofdstad van de provincie Ceará.

## Geschiedenis
De club werd opgericht in 1924. In 1927 speelde de club voor het eerst in de hoogste klasse van het Campeonato Cearense. Twee jaar later werd de titel al gewonnen, er volgden er later nog drie. Ook werden ze zeven keer vicekampioen. In 1944 won de club zelfs alle wedstrijden bij de vierde titel. Een jaar later verloor de club nog de finale om de titel van Ferroviário. Ondanks het succes van de club werd de voetbalafdeling hierna gesloten wegens financiële problemen. De club bleef wel actief in volleybal, basketbal en zaalvoetbal.
In 1972 werd de voetbalafdeling nieuw leven in geblazen en de club speelde opnieuw vier jaar in de hoogste klasse van het staatskampioenschap. Hierna verdween de club dan definitief.

## Erelijst
Campeonato Cearense
1929, 1936, 1943, 1944